# Dulnune do Egito
Dulnune ou Zualnune do Egito (em árabe: ذو النون المصري; romaniz.: Dhul-Nun al-Misri; Acmim Alto Egito, 796 – Giza, 859 ou 861) foi um santo sufi egípcio. Foi considerado o santo padroeiro dos médicos no Egito pré-islâmico e é creditado como tendo se especializado no conceito da gnose no islamismo. Seu nome completo é Dulnune Abu Faíde Taubane ibne Ibrahim (أبوالفيض ثوبان بن إبراهيم.). Além de antiquário, Dulnune foi autor de poemas místicos, [cânticos], textos doutrinários, históricos, mormente sobre o esoterismo (Marifa), sobre a doutrina sufi, sobre os hieróglifos egípcios e tornou-se uma figura lendária por sua fama sobre alquimista.
Dulnune, literalmente "da religiosidade", é um dos nome que também é dado ao profeta Jonas no folclore islâmico, como "freira, frade" (em árabe antigo) significa "peixe grande" / "baleia", como consta no aramaico onde também significa "peixe" (ver também "Nun", "Num" e "Num (letra)"). Destes significados está também o de que ele é considerado um profeta pelo islamismo e quer dizer, simbolicamente, aquele que, de alguma forma, ressurgiu para a vida (saído do peixe).

## Biografia
Os pais de Dulnune eram núbios do Alto Egito. Seu nisba significada "do Egito ou "o Egípcio" e pode ter recebido de seus companheiros que não eram descendentes de coptas como ele, ou durante suas viagens fora do Egito. Pouco se sabe de sua juventude, exceto que era núbio e que, talvez, tenha se dedicado aos estudos da medicina e da alquimia.
Dulnune é considerado um dos mais proeminentes santos do início do sufismo  e, nas crônicas sufistas, detém uma alta posição, ao lado de Junaide de Bagdá (m. 910) e Bayazid al-Bastami (m. 874). Ele estudou com vários mestres e instrutores, dentre os quais Jafar Alçadique, Maleque ibne Anas, Alaite ibne Sade, Sufiane ibne Uyeyne, tendo aprendido sobre a ortodoxia, sobre o hádice e o fiqhe. Depois ele empreendeu uma extensa incursão, viajando pela península árabe (Hejaz) e pela Síria, onde encontrou-se com eremitas cristãos, aprendeu sobre o misticismo e praticou o ascetismo Egípcio, além de Bagdá, Damasco, Antioquia, Jerusalém, Meca, etc., onde encontrou e conheceu vários estudiosos e doutrinas diversas.
Por ocasião desta sua última estadia veio aos ambientes dos místicos e ascetas , e ele reuniu-se com grande hostilidade, especialmente no ambiente de malikismo sunita quanto na de Mutazilismo heterodoxo. Apenas dissidência com o último, para a insistência com que Dulnune alegou increatezza do Corão , valeu-lhe a prisão até a sua libertação ordenada pelo califa abássida al-Mutawakkil bi-llah que trabalhou com energia para a eliminação de Mutazilismo e a restauração do islamismo sunita.
Seu sistema filosófico de sufismo foi rejeitado em tese pelo tradicionalismo, pois trazia uma nova dimensão à compreensão da lei. Foi acusado de bruxaria e de heresia, foi preso e torturado. No entanto, naquela época o aspecto filosófico de suas ideia ganharam notoriedade, tomaram a escola local, em face de suas idéias, como por exemplo o termo do Alcorão, "criatura" (criado), se opunha à ideia do eterno, por ele ensinada. Por esta razão, os estudiosos Mutazilitas, também o criticaram e o denunciaram ao Califa abássida Mutavaquil. Por suas afirmações audazes e por sua (declarada) ruptura com a Xaria, foi preso, em 829, pela acusação de heresia, enviado à prisão em Bagdá mas, após exame, foi solto por ordem do Mutavaquil, impressionado com suas qualidades morais e lhe foi ordenado que retornasse ao Cairo.
Por volta do ano 840 ele se encontra em Bagdá, durante a perseguição e a consequente prisão dos "Velhos Crentes". Poucas informações restam-nos sobre ele nos anos seguintes e, em 859, ele morreu, no Cairo (Gizé). O seu túmulo, ainda preservado, na "cidade dos mortos", é ainda visível.
Dulnune passou para a história como um alquimista e taumaturgo, e, conforme narrado, acredita-se que ele tenha sido um conhecedor dos segredos dos Hieróglifos egípcios. Suas palavras, seus escritos e seus poemas, possuem uma riqueza de imagens místicas, extremamente densas e ricas, e, enfatizam pormenorizadamente o conhecimento [interior] ou Gnose (Marifa), muito mais que o Temor (makhafah) ou o Amor (mahabbah), os outros dois principais caminhos para a realização espiritual no Sufismo.

## Ensinamentos
Dulnune, um dos primeiros Sufis, que desenvolveu escreveu e ensinou sobre a dissolução do Eu "Fana" e "Baqa" existência, um ensinamento sobre a destruição ou dissolução do Ego (nafs). Ele também formulou a doutrina da Ma'rifa (conhecimento intuitivo de Deus) ou Gnose.  Através de suas orações poéticas, ele introduziu um novo estilo para o ascetismo sufi. Através de suas palavras e descrição mística do Alcorão, ele influenciou aos sufis, tanto persa como os turcos. Considera-se que ele desenvolvera um sistema ou doutrina, cuja dialética era tornar compreensível a comunicação e o conhecimento de Deus, moldada pelo doutrina da Gnosis (Ma'rifa). 
Sua filosofia mística exerceu influência sobre um grande número de estudiosos, como o famoso alquimista Geber, e outros grandes teólogos Sufis como Almançor Alhajaje, Sahl al-Tustarî, etc. Dentre os inúmeros influenciados pode-se citar Abu Abderramão Sulam, um ilustrado autor sufi que que versou fartamente sobre o Arif (em árabe: عارف), que era o termo sufi usado para referir-se a ”um gnóstico, místico, um buscador de Marifa” (da Vaerdade), similar em significado aos termos salik, zahid ou faquir. Outro autor Avicena, sobre o mesmo tema, em sua obra "A senda dos gnósticos" (Maqamat al–'arifin), define várias etapas ao longo de um caminho místico (Marifah), onde o 'Arif ocupa um estágio intermediário. A estas explicações ajunta-se a de Mahmoud Shabestari que observa que o 'Arif vê a luz do ser divino em todos os lugares e al–Khattab b. Al Hasan em sua obra ”O Tayyibi”,  delineando a diferença entre o conhecimento comum ('ilm) e ma'rifa, explica que, no geral, todo 'Arif é um conhecedor, mas nem todo conhecedor é um 'Arif e ainda alguns autores Xiita-Ismaelita, como Rajab Bursi, definem o 'Arif como um crente cujo amor e conhecimento (ma'rifa) e o que fara tornar-se um Ímam e assim ficar mais próximo da perfeição espiritual.
Tanto quanto sabemos e que chegou até nós graças aos relatos seu discípulo al-Muhasibi, o círculo de ensino de al-Misnir, restringia-se a um pequeno número de estudantes, o que foi realmente algo extremamente inovador, já que até então as experiências sufistas eram absolutamente individuais. E, segundo a compreensão do relatado, al-Misnir era um mestre da Gnosis (maʿrifa ), explicada por ele como  o "conhecimento de Deus ", o único existente, e que só era alcançado através do "arrependimento" (thawba), com o desapego do mundo material e com o êxtase místico (wajd). E, forte em sua mensagem de salvação, o conceito do amor (simbolizado pela figura de vinho embriagador), deveria ser, certamente, antes de tudo devotado a Deus, mas que o próximo não fosse excluído.
Menciona al-Qushayri em uma carta [epístola?] que ele foi o primeiro a identificar e unificar o sentido místico e foi o primeiro a desenvolver as definições certas condições para os santuários. Algumas fontes o apontam como um gnóstico Sufi. Em uma nota do historiador Almaçudi (m. 957), autor de ”Muruj al-Dhahab”,  e o primeiro a reportar-se historicamente a Al-Misnir, conforme o que colhera dos habitantes da cidade de Acmim, diz:
"Dhu'l Nun al-Misri al-Akhmimi, o asceta, era um filósofo que buscara o curso em si próprio na religião. Ele era um daqueles que elucidavam história dos templos ruínas (barabi). Ele vagava entre eles [os templos] para analisar a grande quantidade de figuras e inscrições. " 

Dentre as anedotas conhecidas de sua vida está uma bem conhecida e diz que ele em busca de muçulmanos santos teria dito após o maior nome de Deus: "Mostre-me o menor!"

## Obras
Nenhum de seus trabalhos escritos sobreviveu, mas uma vasta coleção de poemas, provérbios e aforismos, a ele atribuídos, continua a viver na tradição oral. Mas a contribuição literária de Dulnune (como também de Almacrizi) foram de suma importância para o resgate das tradições e conhecimentos, mormente os ritualísticos, do Egito antigo, que haviam entrado em declínio após o advento do cristianismo e do islamismo.
Como historiador fez ele notáveis trabalhos, figurando o de auxiliar na decifração da Pedra da Roseta. Consta que Dulnune e Ibn Wahshiyya foram os primeiros historiadores egípcios a estudar [comparar] a escrita antiga em relação à contemporânea, utilizando a língua Copta que era o que utilizavam os sacerdotes cristãos do Egito. 